# Schwanenburg (Elte)
Die Schwanenburg ist eine abgegangene Wasserburg in Elte bei Rheine in Nordrhein-Westfalen. Sie  war vermutlich im 13. Jahrhundert von den Edelherren von Steinfurt, die einen Schwan im Wappen führten, am rechten Ufer der Ems errichtet worden.

## Geschichte

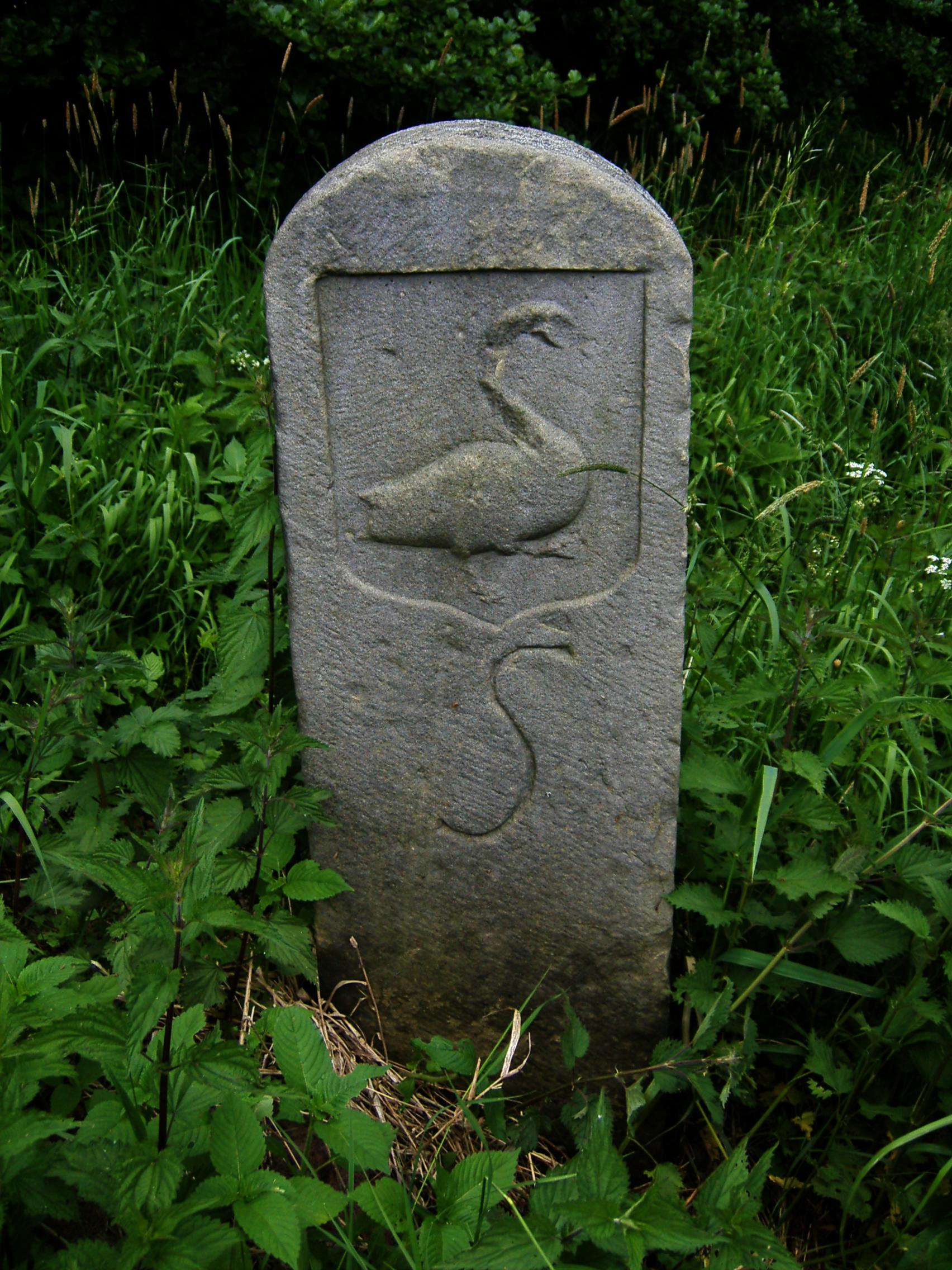
Historischer Grenzstein in Clemenshafen zeigt den Schwan, das Wappentier der Herren von Steinfurt

Es ist nicht bekannt, wann die Schwanenburg errichtet wurde. Sie lag an einer Stelle orografisch rechts der Ems, an der die Steinfurter Herren das Fischereirecht besaßen. Erstmals wurde die Schwanenburg im Jahr 1303 unter diesem Namen in zwei Urkunden von 16. Oktober und vom 31. Dezember erwähnt. Möglicherweise wurde sie jedoch schon deutlich früher in einer in Greven ausgestellten Urkunde aus dem Jahr 1241 genannt, in der die Sühne zwischen dem Edelherren Ludolf von Steinfurt und seinem gleichnamigen Neffen verhandelt wurde. Dort werden Güter erwähnt, die auf derselben Seite der Ems liegen, an der sich (auch) die Steinfurter Burg befindet (que sita sunt ab ea parte Emese, ubi iacet castrum Stenvorde). Aus ungefähr dieser Zeit (1245) ist auch die erstmalige Verwendung des Steinfurter Schwanensiegels belegt.
Die Kapelle in Elte war nach Tibus ursprünglich zur Schwanenburg gehörig, bevor diese 1343 anlässlich einer Fehde zwischen den Steinfurter Edelherren und dem Hochstift Münster durch Fürstbischof Ludwig Landgraf von Hessen und dem Grafen von der Mark zerstört wurde.
Nach der Zerstörung wurde die Burg nicht wieder aufgebaut. Die Ruinen dienten der lokalen Bevölkerung als Steinbruch. Die Steine sollen unter anderem zum Bau der Alten Kirche in Mesum verwendet worden sein.

## Standort und Erhaltungszustand
Von der Schwanenburg sind bis auf einige Stehgewässer („Kölke“), bei denen es sich wohl um Reste ehemaliger Ems-Altarme und der Gräften handelt, keine oberirdischen Reste mehr vorhanden. Lange war unklar, wo sie überhaupt gestanden hatte. Erst im November 2021 konnte der frühere Standort lokalisiert werden, nachdem der Landschaftsverband Westfalen-Lippe geomagnetische Untersuchungen in den Emsniederungen in der Bauerschaft Heine in Auftrag gegeben hatte. Zuvor hatten sich Hinweise verdichtet, dass die Schwanenburg hier zu suchen sei, weil der Lokalhistoriker Andreas Brinker systematisch Luftaufnahmen ausgewertet hatten.